# Krzysztof Zaremba
Krzysztof Ryszard Zaremba (* 7. Januar 1958 in Radom) ist ein polnischer Elektroniker mit dem Schwerpunkt Biomedizintechnik. Für die Amtszeit von 2020 bis 2024 wurde er zum Rektor der Technischen Universität Warschau (Politechnika Warszawska) gewählt.

## Leben
Krzysztof Zaremba wuchs in Radom auf und schloss hier 1972 die Grundschule ab. Anschließend besuchte er das VI. allgemeinbildende Gymnasium Jan Kochanowski an welchem er 1976 das Abitur ablegte. Sein Studium an der Technischen Universität Warschau konnte er 1981 mit Auszeichnung abschließen und der Abschluss wurde von der Polnischen Akademie der Wissenschaften prämiert. Krzysztof Zaremba blieb an der Hochschule als Assistent am Radioelektronik-Institut. 1989 erhielt er ein Jahresstipendium des Max-Planck-Instituts für medizinische Forschung in Heidelberg und war mit diesem am CERN in Genf tätig. 1990 promovierte Krzysztof Zaremba, 2003 erfolgte seine Habilitation, Ernennung zum ordentlichen Professor und zum Leiter des Instituts für Nuklearelektronik und Medizin der TU Warschau und blieb in zuletzt genannter Funktion bis 2016.
Zugleich arbeitete Krzysztof Zaremba von 2004 bis 2008 an Experimenten zu Compressed Baryonic Matter des GSI Helmholtzzentrum für Schwerionenforschung und 2007 am Teilchenphysik-Experiment T2K. 2012 bis 2020 war er Dekan am Fachbereich für Elektronik und Technische Informatik. Im Jahr 2020 wurde er für eine vierjährige Amtszeit zum Rektor der Technischen Universität Warschau gewählt.
Krzysztof Zaremba ist verheiratet und hat zwei Kinder.

## Auszeichnungen
- 1999: Goldenes Verdienstkreuz der Republik Polen[7]
- 2014: Medaille der Kommission für nationale Bildung (Medal Komisji Edukacji Narodowej)[8]
- 2020: Ritter des Orden Polonia Restituta[9]